# Portillo Channel

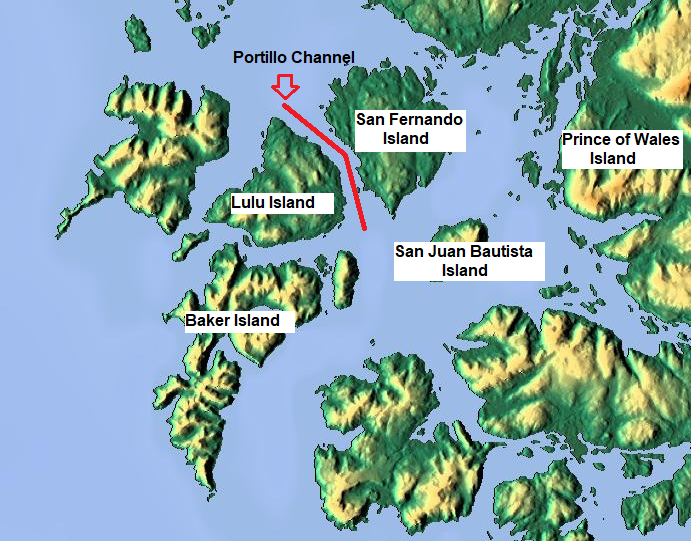
Portillo Channel in rood gemarkeerd

Het Portillo Channel is een natuurlijk kanaal in de Alexanderarchipel in de Alaska Panhandle in het zuidoosten van Alaska in de Verenigde Staten.

## Geografie
Het kanaal heeft een lengte van 12 kilometer en is ongeveer anderhalve kilometer breed. Het ligt tussen San Fernando Island in het oosten en Lulu Island in het westen. In het noorden mondt het uit in de Golf van Esquibel, in het zuiden in het Ursua Channel. Bij de monding in het Ursua Channel mondt ook de Port Real Marina uit vanuit het westen.
Het waterlichaam ligt in de mariene ecoregio Noord-Amerikaans Pacifisch Fjordland.

## Geschiedenis
Het kanaal kreeg zijn naam door de Spaanse ontdekkingsreiziger Francisco Antonio Mourelle (1750-1820) rond 22 mei 1779, toen hij het kanaal overstak. De naam eert waarschijnlijk Jose de Portillo die kort daarna minister van de Raad van Indië in Spanje werd.